# Yakovlev Yak-141
O Yakovlev Yak-141 (russo: Яковлев Як-148; OTAN: Freestyle), também conhecido como Yak-41, foi um caça supersônico soviético VTOL desenvolvido pela Yakovlev. Foi usado para testes.

## Características gerais
Devido as problemas apresentados com o Yak-38, além de experiência adquirida após seu desenvolvimento, a Yakovlev resolveu desenvolver um caça supersônico VTOL para uso marítimo. Possuía armamentos e radar iguais os caças utilizados pela Força Aérea Soviética. Em vez de utilizar um único motor com vetorização para decolagens em vertical, os engenheiros da Yakovlev resolveram utilizar um sistema similar as aeronaves anteriores, com três motores, dois localizados no meio da fuselagem e um na cauda da aeronave. Houve a necessidade de modificação do esquema aerodinâmico para proposicional estabilidade. Possui similaridades no desenho com o F-35B.
O Yak-141 bateu recordes, entre eles 12 km de voo vertical. Seu programa de testes ocorreu no início dos anos de 1990, sendo construídos 4 unidades no total. O programa foi cancelado devido a instabilidade política decorrente com a Queda da União Soviética.